# Homer & Langley
Homer & Langley ist ein 2009 veröffentlichter Roman des amerikanischen Schriftstellers Edgar Lawrence Doctorow. Die gleichnamige deutsche Übersetzung von Gertraude Krueger erschien 2011 beim Verlag Kiepenheuer & Witsch. Auf der Grundlage der wahren Ereignisse um die Collyer-Brüder entwirft Doctorow eine dichterisch freie, eigenwillige Sicht auf das zwanzigste Jahrhundert.

## Reale Vorbilder
Der Roman fußt auf der Geschichte der Collyer-Brüder, deren Namen Homer und Langley Collyer der Autor ebenso beibehält wie viele äußerliche Einzelheiten des wirklichen Geschehens. Dazu zählen das dreistöckige Haus der Collyers an der oberen Fifth Avenue (das er etwas nach Süden in die unmittelbare Nachbarschaft des Central Park verlegt), dessen zunehmender Verfall, seine Verbarrikadierung und die unglaubliche, krankhafte Sammelwut Langleys.
Im Roman sammelt Langley anfangs systematisch alle verfügbaren Zeitungen. Später führt fast jeder Gegenstand, den Langley neu ins Haus holt dazu, dass er wahllos gleich eine ganze Kollektion gleichartiger Gegenstände anhäuft: Klaviere, Schreibmaschinen, Tonbänder, Waffen, Fernseher – um nur einige der Gegenstände zu nennen, die am Ende das ganze Haus buchstäblich ausfüllen. Zu den biografischen Details, die Doctorow realistisch übernimmt, zählen die verschrobene Erfindertätigkeit Langley Colliers und sein Klavierspiel, das Doctorow allerdings auf Homer überträgt.
Eine zweite reale Basis des Romans sind historische Ereignisse des zwanzigsten Jahrhunderts, in die die Brüder auf teilweise absurde Weise verstrickt werden. Die sich daraus ergebende eigenwillige Sicht auf das Jahrhundert bildet einen der Hauptinhalte des Romans. Die Ereignisse reichen von der Zeit vor dem Ersten Weltkrieg bis zur Hippie- und Anti-Vietnamkriegs-Bewegung in den 1970er Jahren (die wirklichen Collyer-Brüder starben 1947). Eine ausführlichere Rolle im Roman spielen beispielsweise die Spanische Grippe (an der Doctorow die Eltern der Brüder früher als in Wirklichkeit sterben lässt und dadurch von Anfang an die hermetische Erzählsituation des ganzen Romans herstellt), der Stummfilm, die Bekanntschaft mit einem Gangster in der Prohibitionszeit, die Weltwirtschaftskrise, der Zweite Weltkrieg, das Aufkommen des Fernsehens und zuletzt die Rassenunruhen in den USA.

## Aufbau
Der Roman reiht fiktive Aufzeichnungen Homer Collyers chronologisch aneinander. Die längsten zusammenhängenden Episoden umfassen dabei nur wenige Seiten. Die meisten Episoden sind als erinnerte Rückblicke Homers geschrieben, nur die letzten als aktuelle Aufzeichnungen, denn Homer beginnt auf Anregung Langleys gegen Ende des Romans zum Zeitvertreib mit dem Schreiben, als er im Haus wegen des angesammelten Gerümpels nicht mehr Klavier spielen kann. Bedeutsamer als diese praktische Motivation ist jedoch das zufällige Zusammentreffen mit der Schriftstellerin Jacqueline Roux, seiner letzten schwärmerischen Altersliebe, die er mehrmals als seine Muse direkt erwähnt, so dass der Roman auch als Lebensbericht für sie verstanden werden kann. Die regelmäßig einfließenden historischen Ereignisse ermöglichen eine zeitliche Einordnung der Episoden.

## Sonstiger Inhalt
Biografie und die detailreichen Schilderungen des Zusammenlebens der Brüder sind größtenteils eine dichterische Schöpfung Doctorows. Er lässt Homer gleich zu Beginn des Romans „lange vor dem Ersten Weltkrieg“ als noch nicht Zwanzigjährigen erblinden (der wirkliche Homer Collyer erblindete 1933 im Alter von zweiundfünfzig Jahren). Die durchgängige Blindheit Homers, der als intelligenter und sensibler Beobachter (natürlich im übertragenen Wortsinn) dargestellt wird, erlaubt Doctorow eine distanzierte Sichtweise auf die dargestellten Ereignisse. Ein Teil der Episoden stellt die Innensicht Homers auf sein eigenes Leben dar.
Homer ist auf Grund seiner Behinderung häufig in der Rolle eines passiven Beobachters. Nur in den ersten Jahrzehnten nehmen die Brüder noch am öffentlichen Leben teil, aber außer bei Spaziergängen und einer vorübergehenden Beschäftigung als Pianist in einem Kino in der Stummfilmzeit ist Homer dabei auf die Begleitung seines Bruders angewiesen. Frauen spielen in seinem Leben nur phasenweise eine Rolle. Homer verbindet nach einer rein sexuellen Affäre mit einem Dienstmädchen eine platonische Liebe mit einer Klavierschülerin, die ihm auch im Kino das Filmgeschehen souffliert. Sie wird gegen Ende des Romans als Nonne in Mittelamerika ermordet. Zu derselben Zeit ertaubt Homer und die letzte Frau, die er kennenlernt, – der letzte Mensch überhaupt, mit dem er neben seinem Bruder Kontakt hat – ist Jacqueline Roux.
In die Episoden mit Beschreibungen des innigen Zusammenlebens mit Langley mischt sich unter die unbeteiligte Sachlichkeit Homers auch kritische Distanz zu Langleys Unternehmungen, die Homer aber selten offen ausspricht, sondern zumeist in seinen Gedanken und Aufzeichnungen verschließt. Über Langley erfährt der Leser nur, was Homer direkt miterlebt oder was er über sein Denken und Tun mutmaßt.
Vor dem Ersten Weltkrieg war Langley der einzige, der sich intensiv um Homer kümmerte und ihm beispielsweise nach seiner Erblindung Bücher vorlas. Seine Sammelwut beginnt damit, dass er alle verfügbaren Zeitungen kauft und aufhebt und dies mit der fixen „Ersetzungstheorie“ verbindet „Alles im Leben wird ersetzt“, es gebe zwar nebensächliche Änderungen im Lauf der Zeit, aber grundsätzlich ändere sich nichts. Homers Reaktion darauf schwankt zwischen ausnahmsweise offen geäußertem Widerspruch und dem Bemühen um Verständnis für die Ursachen von Langleys Verhalten. Aus dem Krieg kommt Langley kampfgasgeschädigt und psychisch verändert zurück. Die Ersetzungstheorie steigert sich nun zu der Idee, es sei möglich eine „ewige Zeitung“ aus dem Tagesgeschehen zu destillieren, die alles Nennenswerte enthalte und für immer ausreiche. Die meisten späteren Unternehmungen Langleys sind von ähnlich obsessiver und verschrobener Art.
Als eine dieser Unternehmungen, die Veranstaltung von halböffentlichen Tanztees im Haus der Brüder in der Zeit der Weltwirtschaftskrise die Nachbarn aufbringt und von der herbeigerufenen Polizei unterbunden wird, schränken die Brüder ihre Kontakte mit der Öffentlichkeit zunehmend ein. Dies macht sie den Nachbarn umso verdächtiger und führt zu Übergriffen und eingeworfenen Fensterscheiben. Als Langley sich immer exzentrischer gegen seine Mitwelt auflehnt, vereinsamt Homer klaglos mit ihm. Da Langley sich meistens weigert Rechnungen zu bezahlen, sind die Brüder am Ende im Haus ohne Gas, Strom und Wasser, das sie sich aus einem öffentlichen Brunnen holen. Zunächst verbarrikadiert Langley lediglich das Haus, zuletzt durchsetzt er das zwischen dem Gerümpel noch verbliebene Tunnelsystem mit Fallen gegen Eindringlinge. Der blinde und inzwischen auch vollständig taube Homer kann sich wegen der Fallen nicht mehr im Haus bewegen und ist auf eine kleine Höhle mit Schreibtisch und Matratze und einen Gang zum Badezimmer beschränkt. Als eine seiner Fallen Langley erschlägt, erkennt Homer in seiner letzten fragmentarischen Aufzeichnung, dass er ohne seinen Bruder bald sterben wird.

## Rezensionen
Axel Knönagel (DPA) schreibt:

„Homer […] fehlt zwar die Möglichkeit, die Ansicht von Personen und Situationen zu beschreiben, das macht er aber mehr als wett durch sensible Darstellungen seiner Sinneseindrücke und deren durchweg freundliche Interpretationen. […] In kurzen Episoden erzählt ‚Homer & Langley‘ eine Geschichte der USA im 20. Jahrhundert. Auch wenn Homer nichts sieht und für den Kontakt zur Außenwelt zunehmend auf seinen geistig verwirrten Bruder angewiesen ist, so entgehen ihm keine der wichtigen Entwicklungen, die das Leben der Menschen außerhalb seines Hauses prägen.“

Daniel Haas urteilt unter der Kapitelüberschrift „Die erfundene Wahrheit“:

„Es bedeutet eine doppelte Wiedergutmachung, dass sich E. L. Doctorow der Geschichte angenommen hat: Nicht nur, weil der erfundenen Wahrheit des Boulevards nun die imaginierte Einsicht der Fiktion entgegengesetzt wird, sondern auch, weil zwei Figuren der urbanen Legendenbildung aus dem Bereich der Pathologie in die Welt der Kunst und Kultur gerettet werden. Das geht mit einer Rückerstattung von Würde und Integrität einher. Allein deshalb ist ‚Homer & Langley‘ ein bedeutendes, ergreifendes Buch.“

Der Schriftsteller Daniel Kehlmann schrieb in einem Artikel für die Frankfurter Allgemeine Zeitung über E. L. Doctorow und seinen Roman Homer & Langley:

„Mein erster Doctorow-Roman war „Billy Bathgate“, und durch ihn begriff ich zum ersten Mal – ich war sechzehn Jahre alt –, was das eigentlich ist: die Stimme eines Romans. Sie ist nicht identisch mit dem Stil, eher ist sie die Illusion einer Person, identisch weder mit dem Erzähler noch mit dem Autor, doch mit beiden eng verwandt. Billy Bathgates erster Satz, der Anfang eines Buch voll langer Sätze, ist zu umfangreich, um ihn hier zu zitieren, nehmen wir also den Beginn von „Homer und Langley“: „Ich bin Homer, der blinde Bruder.“ Ein Anfang, so wirksam eben darum, weil wir nicht nur die Figur hören. Wir lernen in ihm Homer Collyer als sachlichen, eher kurz angebundenen Stilisten kennen, zugleich aber wird in dunkler Resonanz auf den blinden Urvater des Epos angespielt, an den der Erzähler Homer Collyer selbst gar nicht denkt. Es ist eben nicht der blinde Collyer-Bruder, es ist aber auch nicht bloß Doctorow, es ist die Stimme des Romans. Man kann die Charaktere eines Buches uninteressant finden und doch dessen Stimme lieben, ebenso wie man gepackt sein kann von Geschichte und Figuren, ohne doch Gefallen an der Stimme zu finden, und wenn das geschieht, hat der Autor versagt.“

## Ausgaben
Englisch
- Homer & Langley. Random House, New York 2009, ISBN 978-0-8129-7563-5.

Deutsch
- Homer & Langley. Dt. von Gertraude Krueger. Kiepenheuer & Witsch, Köln 2011, ISBN 978-3-462-04298-6.

## Hörspiel in Deutschland
- 2012: Homer & Langley – Bearbeitung und Regie: Martin Heindel (Hörspielbearbeitung – HR)

Erstsendung: 16. September 2012 | Länge: 88'00 Minuten.
- - Sprecher u. a.: Peter Fricke (Homer), Helmut Stange (Langley), Valery Tscheplanowa (Julia), Yvette Fatsawo (Grandmamma Robileaux), Henrike Johanna Jörissen (Mary Elisabeth Riordan), Nora Hickler (Lissy, das Hippiemädchen), Birgitta Assheuer (Perdita Spence) und Michael Lucke (Cop).[4]